# Penelope Houston (Filmkritikerin)
Penelope Houston (* 9. September 1927 in South Kensington, London; † 26. Oktober 2015) war eine britische Filmkritikerin, Journalistin und Schriftstellerin. Von 1956 bis 1990 war sie Chefredakteurin der britischen Filmzeitschrift Sight & Sound.

## Leben
Penelope Houston kam 1927 als das ältere von zwei Kindern von Duncan McNeill Houston und Eilean Houston (geborene Marlowe) zur Welt. Ihr Großvater mütterlicherseits, Thomas Marlowe, war von 1899 bis 1922 Chefredakteur der Daily Mail.
Sie besuchte die Wimbledon High School und erhielt später ein Stipendium für die Roedean School. Danach studierte sie Geschichte am Somerville College der University of Oxford. An der Universität schrieb sie ihre ersten Filmkritiken für das Studentenmagazine Isis. Während dieser Zeit lernte sie auch den späteren Regisseur Lindsay Anderson kennen. Dieser hatte gemeinsam mit Gavin Lambert und Karel Reisz 1947 die Filmzeitschrift Sequence gegründet, an deren ersten Ausgaben Houston ebenfalls beteiligt war. Nachdem sie 1949 ihr Studium beendet hatte, war sie zunächst in einem Forschungsteam einer Regierungsorganisation in Whitehall tätig. Ihr ehemaliger Kommilitone Gavin Lambert, der 1949 zu Sight & Sound gewechselt war, holte sie ein Jahr später als Assistant Editor in sein Team. Als Lambert sich verstärkt dem Drehbuchschreiben zuwandte und 1956 nach Hollywood ging, übernahm Houston die Position des Chefredakteurs.
Houston etablierte ab 1962 die alle 10 Jahre von Sight & Sound durchgeführte Umfrage zu den besten Filmen aller Zeiten, die vorher nur einmalig im Jahr 1952 durchgeführt worden war. Sie gilt seither als eine der bedeutsamsten Film-Bestenlisten.
Daneben verfasste sie auch regelmäßige Beiträge für das Monthly Film Bulletin des British Film Institute und schrieb Filmkritiken für den Guardian und weitere britische Tageszeitungen. 1963 erschien ihr erstes Buch The Contemporary Cinema.
Nach fast 35 Jahren übergab sie die Position des Chefredakteurs 1990 an Philip Dodd und zog sich größtenteils ins Privatleben zurück. 1991 wurde sie mit dem Spezialpreis des London Critics’ Circle Film Award ausgezeichnet. Im Jahr darauf schrieb sie im Rahmen der Reihe BFI Film Classics ein Buch zu Alberto Cavalcantis Propagandafilm Went the Day Well?. 1994 erschien mit Keepers of the Frame: The Film Archives eine Geschichte der Filmarchive. Gelegentlich verfasste sie noch Beiträge für Publikationen wie die Times und den Spectator.
Houston hatte bereits in ihrer Jugend entschieden, nie zu heiraten. Sie lebte bis zum Tod ihrer Eltern in den 1980er Jahren mit in deren Haus in Wimbledon und ließ sich danach im Londoner Stadtteil Putney nieder. Bis ins hohe Alter widmete sie sich ihren beiden Hobbys, dem Wetten bei Pferderennen und dem Golfspiel. Sie starb 2015 im Alter von 88 Jahren und hinterließ ihren Bruder und einen Neffen.

## Schriften
- Contemporary Cinema. Penguin Books Ltd, 1969, ISBN 978-0140206364
- Keepers of the Frame: The Film Archives. BFI Publishing, 1994, ISBN 978-0851704715
- Went the Day Well? aus der Reihe BFI Film Classics. BFI Publishing, 2012, ISBN 978-1844575008